# Маттіас Екстрем
Маттіас Екстрем (швед. Mattias Ekström; нар. 14 липня 1978, Фалун, Швеція) — шведський автогонщик.

## Біографія
Маттіас Екстрем (також відомий за прізвиськом «Екі») народився 14 липня 1978 р. у Фалуні, Швеція, в сім'ї автогонщика Бенґта Екстрема, відомого в 1990-х рр. гонщика ралі й ралі-кросу з Авести. Рідне місто сім'ї екстремів — Крілбо, в Швеції, але Маттіас постійно проживає в Саленстейні (Швейцарія). Раніше (з 1997 до 2007 року) він зустрічався з Тіною Торнер, яка виступає в ралі й ралі-рейдах штурманом.

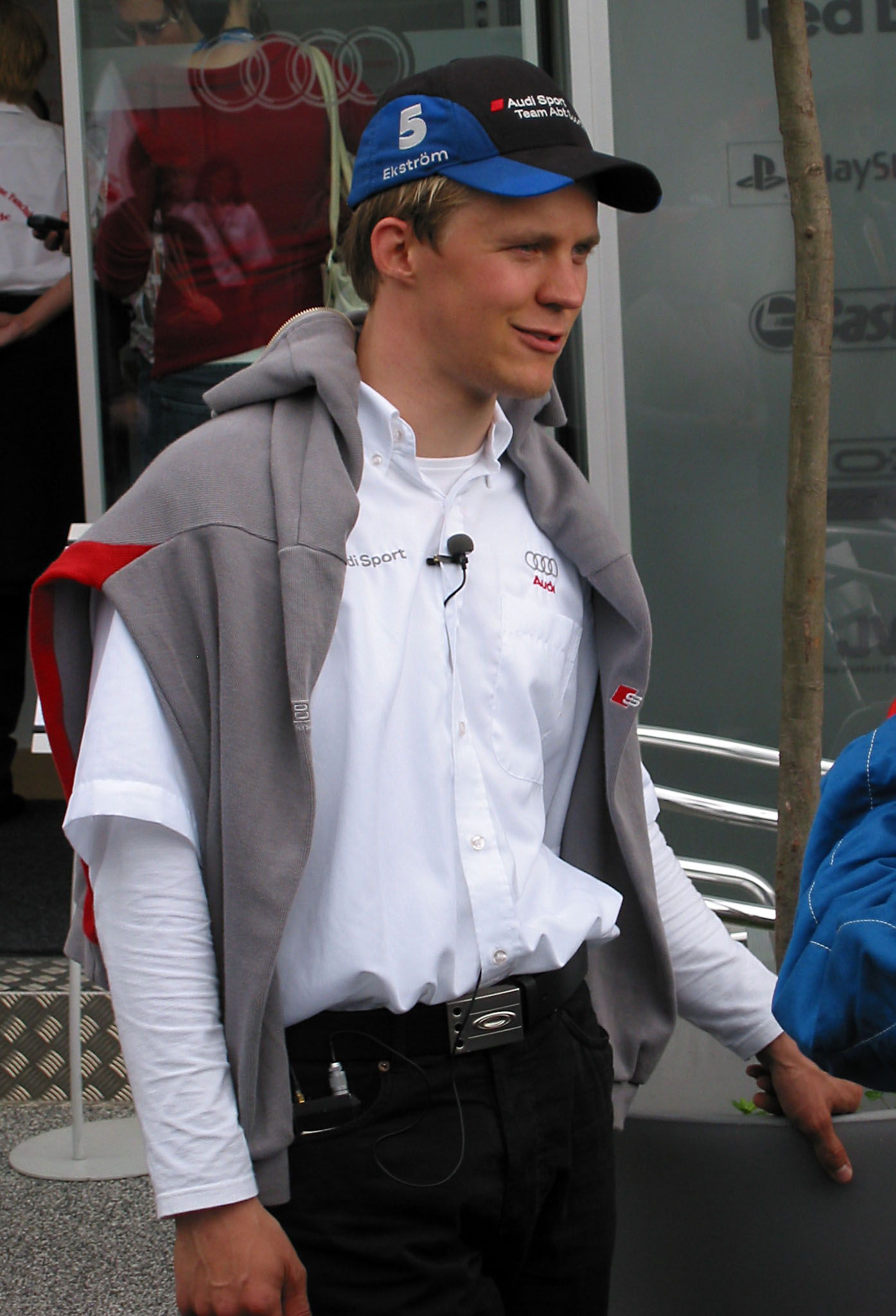
Маттіас Екстрем, Лаузіцрінґ, 2004

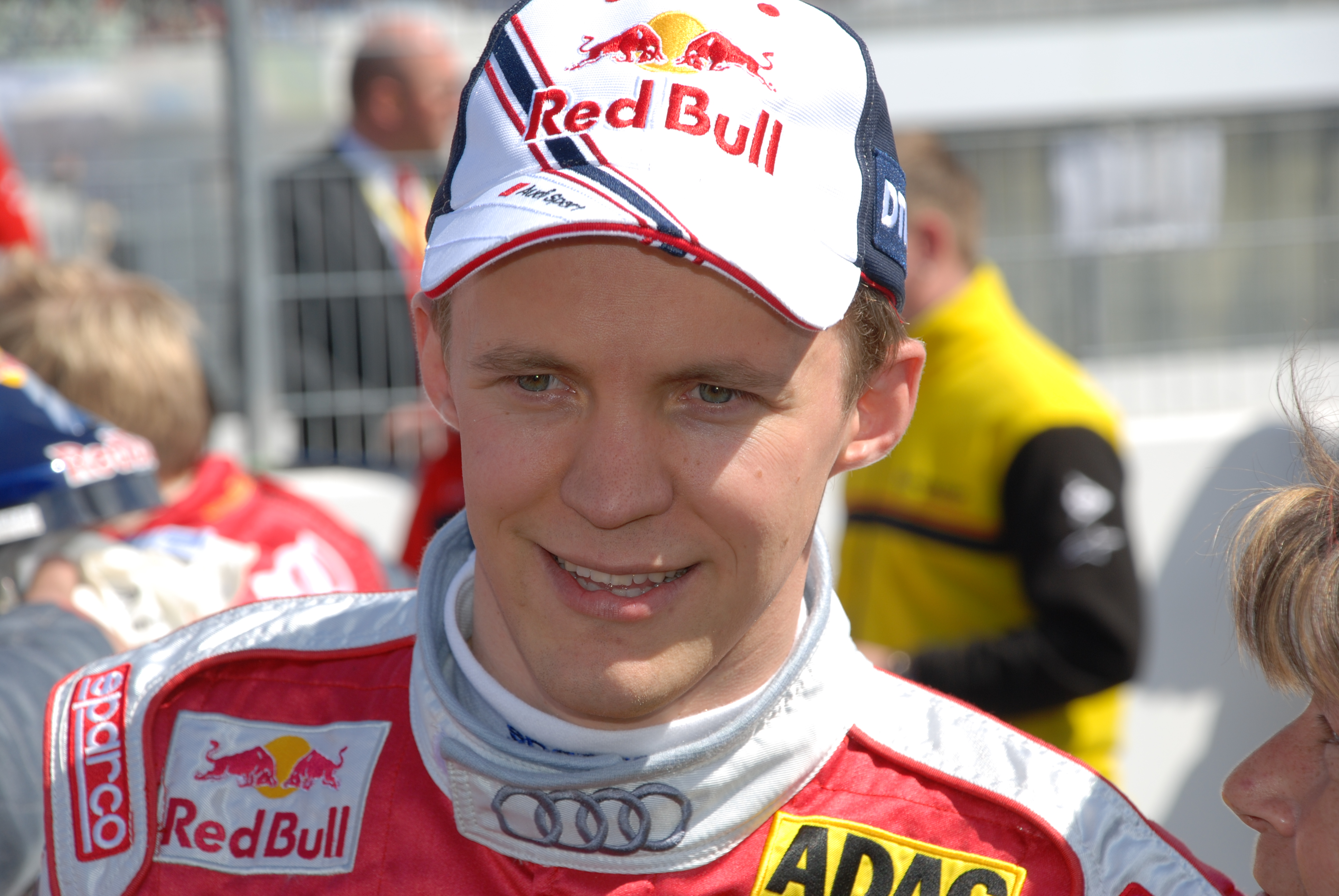
Маттіас на Гоккенгаймрінґу, 2008

На відміну від багатьох сучасних пілотів Маттіас ніколи не виступав на автомобілях з відкритими колесами, почавши кар'єру в шведському картингу. Звідти він перейшов до шведського кубку Рено5 в 1995 р. (У 1996 р. переміг у загальному заліку), звідки у 1997 р. перейшов у STCC, завоювавши в перший же рік подіум в одній з гонок і титул «Новачка Року». У 1999 р. він виграв титул в Шведському Турінґу (STCC), а також брав участь у гонці STW на Ошерслебені.
З 2001 р. Маттіас виступає в серії ДТМ за Ауді у складі приватної команди Abt Sportsline, перша перемога в 2002 р. У 2004 р. Маттіас виграв чемпіонат вже на заводській машині, хоч і в тій же команді. У 2007 р. він повторив це досягнення, ставши третім гонщиком після Клауса Людвіґа і Бернда Шнайдера, хто вигравав ДТМ більше одного разу. Всього ж на рахунку Маттіаса поки що 12 перемог в ДТМ.
Екстрем також бере участь в ралі (перемога у групі N на Ралі Швеції і Каталонії в 2004 р., 10-те місце в загальному заліку на ралі Німеччини у 2006 р.), а в 2007 р. був запасним пілотом Ауді на 24 годинах Ле-Мана.
Крім того, Екстрем бере участь в Гонці Чемпіонів, у 2005 р. разом з Томом Крістенсеном він виграв Кубок Націй для Скандинавії, а в 2006, 2007 і 2009 рр. переміг в особистому заліку, випередивши у тому числі Міхаеля Шумахера.